# NBA All-Defensive Team 1968-1970
Cestisti inseriti nell'NBA All-Defensive Team per il periodo 1968-1970

## Elenco
|           | Membri del Naismith Memorial Basketball Hall of Fame |
| Grassetto | NBA Most Valuable Player                             |

| Stagione  |                      |                        |                   |                        |
| Stagione  | 1º quintetto         | 1º quintetto           | 2º quintetto      | 2º quintetto           |
| Stagione  | Giocatore            | Squadra                | Giocatore         | Squadra                |
| --------- | -------------------- | ---------------------- | ----------------- | ---------------------- |
| 1968-1969 | Dave DeBusschere     | New York Knicks        | Rudy LaRusso      | San Francisco Warriors |
| 1968-1969 | Nate Thurmond        | San Francisco Warriors | Satch Sanders     | Boston Celtics         |
| 1968-1969 | Bill Russell         | Boston Celtics         | John Havlicek     | Boston Celtics         |
| 1968-1969 | Walt Frazier         | New York Knicks        | Jerry West        | Los Angeles Lakers     |
| 1968-1969 | Jerry Sloan          | Chicago Bulls          | Bill Bridges      | Atlanta Hawks          |
| 1969-1970 | Dave DeBusschere (2) | New York Knicks        | John Havlicek (2) | Boston Celtics         |
| 1969-1970 | Gus Johnson          | Baltimore Bullets      | Bill Bridges (2)  | Atlanta Hawks          |
| 1969-1970 | Willis Reed          | New York Knicks        | Lew Alcindor      | Milwaukee Bucks        |
| 1969-1970 | Walt Frazier (2)     | New York Knicks        | Joe Caldwell      | Atlanta Hawks          |
| 1969-1970 | Jerry West (2)       | Los Angeles Lakers     | Jerry Sloan (2)   | Chicago Bulls          |